# 布卢明顿 (印第安纳州)
布卢明顿（英語：Bloomington）位于美国印第安纳州中部，是門羅郡的郡治所在，面积51.6平方公里。根据2000年美国人口普查，共有69,291人，其中白人占87.03%、亚裔美国人占5.26%、非裔美国人占4.24%。
布卢明顿是印第安纳大学的主校区印第安纳大学布卢明顿分校的所在地，拥有近4万名学生。